# دو هفته
دو هفته (کره‌ای: 투윅스; لاتین‌نویسی اصلاح‌شده: Tuwikseu) یک مجموعه تلویزیونی محصول کره جنوبی سال ۲۰۱۳ با بازی لی جون گی، کیم سو یون، ریو سو یونگ، پارک ها سون و جو مین کی است. این مجموعه از ۷ اوت تا ۲۶ سپتامبر ۲۰۱۳، روزهای چهارشنبه و پنجشنبه ساعت ۲۱:۵۵ (کی‌اس‌تی) از ام‌بی‌سی پخش شد.

## بازیگران

### اصلی
- لی جون گی در نقش جانگ ته سان[۴][۵][۶][۷][۸]
- کیم سو یون در نقش پارک جه کیونگ[۹]
- ریو سو یونگ در نقش ایم سونگ سو[۱۰]
- پارک ها سون در نقش سو این هه[۱۱]
- جو مین کی در نقش مون ایل سوک